# Rheinische Kantorei
La Rheinische Kantorei est un ensemble vocal allemand de musique baroque accompagné d'un ensemble instrumental appelé Das Kleine Konzert, tous deux fondés et dirigés par Hermann Max.

## Historique
La Rheinische Kantorei et Das Kleine Konzert ont été fondés en 1977 par le chef d'orchestre allemand Hermann Max.
Cet ensemble vocal compte entre douze et trente-deux chanteurs.
Il a travaillé avec des solistes tels  la soprano Barbara Schlick, les ténors Paul Elliot et Christoph Prégardien et les basses Gotthold Schwarz et Stephen Varcoe.
Son répertoire est principalement Renaissance et baroque mais compte également des œuvres classiques et romantiques.
L'ensemble explore intensivement le répertoire des représentants des différentes générations de la famille Bach : 
- Johann Bach, Heinrich Bach, Johann Michael Bach
- Johann Sebastian Bach, Johann Ernst Bach, Johann Ludwig Bach
- Wilhelm Friedemann Bach, Carl Philipp Emanuel Bach, Johann Christian Bach, Johann Christoph Friedrich Bach
- Wilhelm Friedrich Ernst Bach

Il se consacre également aux prédécesseurs de Jean-Sébastien Bach (Franz Tunder, Philipp Heinrich Erlebach, Christoph Bernhard, Johann Caspar Ferdinand Fischer), à ses contemporains (Johann Friedrich Fasch, Gottfried Heinrich Stölzel, Christoph Graupner) ainsi qu'aux compositeurs baroques postérieurs (Johann Adolf Hasse, Carl Heinrich Graun, Carl Ditters von Dittersdorf, Gottfried August Homilius)...

## Discographie sélective
- 1981 : Cantate Mache dich auf, werde licht de Johann Ludwig Bach
- 1987 : Cantates Wq239, Wq249, Wq243, Wq217, Wq250, Wq222 et Wq251 de Carl Philipp Emanuel Bach
- 1988 : Die Auferstehung und Himmelfahrt Jesu Wq 240 et Gott hat den Herrn auferweckt Wq 244 de Carl Philipp Emanuel Bach
- 1988 : Cantates Klopstocks Morgengesang am Schöpfungsfeste, Auf, schicke dich recht feierlich Anbetung dem Erbarmer et Heilig de Carl Philipp Emanuel Bach
- 1988 : Cantates Zur Einführung des H.P.Gasie, Wer ist so würdig als du et Der Herr lebt de Carl Philipp Emanuel Bach
- 1988 : Geistliche Kantaten de Carl Philipp Emanuel Bach, Johann Christoph Altnickol, Georg Benda
- 1989 : Oratorio Die Kindheit Jesu de Johann Christoph Friedrich Bach
- 1990 : Cantates Pygmalion, Die Amerikanerin et Ino de Johann Christoph Friedrich Bach
- 1990 : Israelsbrünnlein de Johann Hermann Schein
- 1990 : Passionsoratorium de Johann Ernst Bach
- 1990 : Missa brevis et motet Deus judicium tuum de Georg Philipp Telemann
- 1991 : Cantates Die Tageszeiten et Daran ist erschienen die Liebe Gottes de Georg Philipp Telemann
- 1993 : Cantates Lasset uns ablegen die Werke der Finsternis et Es ist eine Stimme eines Predigers in der Wüste de Wilhelm Friedemann Bach
- 1994 : Cantates Dies ist der Tag et Erzittert und fallet de Wilhelm Friedemann Bach
- 1995 : Cantates Der Herr ist König et Die Donnerode de Georg Philipp Telemann
- 1998 : Trauermusik de Johann Ludwig Bach
- 1998 : Messe in D de Johann Adolf Hasse
- 1999 : Kantate Es begab sich, daß Jesus in eine Stadt mit Namen Nain ging de Christoph Graupner
- 1999 : Weihnachtsoratorium de Carl Heinrich Graun
- 2000 : Kantate Cassandra de Johann Christoph Friedrich Bach
- 2000 : Friedens Cantata de Johann Michael Bach
- 2000 : Cantates & Symphonies Columbus de Johann Michael Bach
- 2001 : Oratorium Gesù al Calvariode Jan Dismas Zelenka
- 2001 : Oratorium Giob de Karl Ditters Von Dittersdorf
- 2002 : Oratorium Gioas - Rè di Giuda de Johann Christian Bach
- 2002 : Serenata eroica de Georg Philipp Telemann
- 2003 : Geistliche Konzerte de Franz Tunder
- 2004 : Geistliche Harmonien de Christoph Bernhard
- 2005 : Die Könige in Israel de Ferdinand Ries
- 2007 : Kapitänsmusik von 1738 de Georg Philipp Telemann
- 2008 : Große Passion Kommt her und schaut de Carl Heinrich Graun
- 2010 : Weihnachtskantaten de Christoph Graupner